# Dadirejo (Wonosobo)
Dadirejo is een bestuurslaag in het regentschap Tanggamus van de provincie Lampung, Indonesië. Dadirejo telt 1160 inwoners (volkstelling 2010).